# Academic BANANA
Academic BANANA（アカデミック バナナ）は日本の2人組ネオ歌謡曲バンド。2017年結成。愛称はアカバナ。レコーディングやMV制作、HP編集、グッズ制作等をメンバーが行っている。

## 来歴
- 2017年12月、結成。小林太郎と自主レーベル、MOTHERSMILK RECORD発足。
- 2018年
  - 6月27日、1st EP『東京』リリース。
  - 11月11日、タケカワユキヒデプロデュース・チャリティーイベント『さいたま夢KANA音楽祭2018』The 登竜門 13th Final Roundにてグランプリ獲得。
  - 12月14日、『ESCAPE』ライブ会場限定盤リリース。
  - 2018年-2019年、主に都内での路上ライブを実施。

- 2019年
  - 2月27日、『ESCAPE』全国版リリース[1][2]。
  - 5月3日、第34回吉祥寺音楽祭 吉音コンテストvol.17にてグランプリ獲得[3]。
  - 8月25日、渋谷LUSHにて初のワンマンライブを開催[4]。
  - 12月21日、赤坂CRAWFISHにてワンマンコンサートを開催[5]。
- 2021年
  - 2月14日、STUDIO LIVE盤CD『BANANA JAM』発売。
- 2022年
  - 6月30日、MOTHERSMILK RECORDがレーベルとしての活動を終了。
  - 8月10日、1st Full Album『SEASON』リリース[6]。
  - 8月14日、渋谷LOFT HEAVENにてワンマンライブを開催[7]。
  - 9月3日、浜松G-SIDEにてワンマンライブを開催。
  - 10月2日、横浜MMブロンテにてT-iDとのツーマンライブを開催[8]。
- 2023年
  - 4月29日、広島Reedにてワンマンライブを開催。
  - 6月17日、天王洲KIWAにてワンマンライブを開催[9]。

## メンバー
- 齋藤知輝（）（Vo&G）
  - 8月23日　広島県出身　合同会社Thunderbolt 代表
  - アプリゲーム『ブラックスター -Theater Starless-』吉野singer
  - 『最響カミズモード!』歌唱担当
- 萩原健太（）（Ba）
  - 4月17日　静岡県出身　特技はルービックキューブ、円周率
- サポートギター：白井岬・藤代佑太郎
- サポートキーボード：川口ケイ
- サポートドラム：直井弦太

## ディスコグラフィ

### 配信シングル
- 白く（2019年3月29日）
- コーヒー（2019年5月30日）
- 降り続く雨の中で 想い出は哀の断片（2019年8月2日）
- 真夜中の月（2019年10月28日）
- 金木犀（2019年12月21日）
- Can't Stop the Sun（2020年3月14日）
- サイレントラブ（2020年6月26日）
- マーガレット（feat. Takuya IDE）（2021年5月31日）[10]

### 限定
- Sound Goes By〜幸せの風〜
- NAKA×2吉田が出てこない
- 令和の幕明けだ（2019年4月1日、特典CD）
- 花想ふ、雨の香ほり。（2019年4月2日、特典CD）
- 望遠鏡 プロトタイプ（特典CD）
- 夜空に音が流れたよ（2020年11月22日、特典CD）

### 楽曲提供等
- 2019年5月19日 Cyan「Step By Step」
- 2019年11月29日 川上実津紀
「 CHANCE!! 」
「TOKYO DREAMER」MV参加
「風に吹かれて」編曲
- 2020年1月1日 川上実津紀「Timeless...」
- 2020年7月23日 田丸篤志「さよならのあとのフレーズ」

## ミュージックビデオ
- ミッドタウン
- HAPPY-HAPPY TIME
- Baby
- Escape 小林太郎×Academic BANANA
- 白く
- コーヒー
- 降り続く雨の中で 想い出は哀の断片
- 真夜中の月
- Can's Stop the Sun
- のぞみ
- サイレントラブ
- 金木犀
- マーガレット Academic BANANA feat.Takuya IDE
- 残り香
- 君の街まで

## ライブ
2017年
- 12月12日 「I WANNA DRINK TO…VOL.0」（渋谷TAKE OFF7）
- 12月17日 中村勝也ONE MAN LIVE「LIVECAT vol1～ １発目だから来てくだ祭 ～」（柏04 ）オープニングアクト

2018年
- 3月14日 MOTHERSMILK RECORD presents 「I WANNA DRINK TO… vol.1」（渋谷TAKE OFF7）
- 4月14日 小林太郎ワンマンツアー "招待制のライブは豆腐の角に頭でもぶつけてろ"（渋谷TAKE OFF7）オープニングアクト
- 4月29日 小林太郎ワンマンツアー大阪"招待制のライブはあつあつたこ焼きで上顎やけどしてしまえ"（大阪福島2nd LINE）オープニングアクト
- 4月30日 小林太郎ワンマンツアー浜松"招待制のライブについておっくんと盛り上がったから2マンやるよ"（LiveHouse浜松窓枠）オープニングアクト
- 6月26日小林太郎バースデー&アカバナリリース記念ライブ（下北沢LIVEHORIC）
- 7月6日 38th DREAMER CONCERT（広島アステールプラザ）
- 7月7日 インストアライブ（広島タワーレコード）→大雨の為中止
- 7月8日 MOTHERSMILK RECORD presents 「I WANNA DRINK TO…VOL.2広島編」（広島LIVE Cafe Jive）
- 7月22日 ワルフェス2018（下北沢チカマツ）
- 8月12日 町田夏フェス（町田ターミナルプラザ市民広場）
- 8月17日 Sibuya OverHeat（渋谷TAKE OFF7）
- 8月24日「I WANNA DRINK TO... vol.3」（渋谷TAKE OFF7）
- 9月16日 HOTLINE2018 神奈川・静岡エリアファイナル（新横浜NEW SIDE BEACH!!）
- 10月27日 あかりの町並み〜美濃〜Acoustic Live2018（美濃市観光協会前ポケットパーク）
- 11月11日 タケカワユキヒデプロデュース・チャリティーイベント『さいたま夢KANA音楽祭2018』The 登竜門 13th Final Round（さいたま市民会館おおみや）グランプリ
- 11月18日 小林太郎 vs Academic BANANA 特別編〜今回のツアーは北の国から〜（カフェ幹）
- 11月25日  小林太郎 vs Academic BANANAオープニングアクト募集オーディションLIVE（浜松MESCALIN DRIVE）
- 12月2日 第13回湘南国際マラソンSHONAN HAPPY STAGE（大磯プリンスホテル）
- 12月14日  小林太郎 vs Academic BANANAスプリットEPリリース記念ツアー〜東京編〜（渋谷TAKE OFF7）
- 12月23日 小林太郎 vs Academic BANANAスプリットEPリリース記念ツアー〜浜松編〜（LIVEHOUSE MESCALIN DRIVE）
- 12月28日  小林太郎 vs Academic BANANAスプリットEPリリース記念ツアー〜大阪編〜（心斎橋Music Club JANUS）

2019年
- 1月19日 広島工業大学専門学校主催“HighLight“（マリーナホップマーメイドスペース）
- 1月20日「I WANA DRINK TO… VOL.4」〜廣島へ逃亡編〜（4.14 LIVE & EVENT SPACE）
- 2月6日 Hear we go !（渋谷TAKE OFF7）
- 3月2日 小林太郎×アカバナ『ESCAPE』リリース記念インストアイベント（タワーレコード池袋店）
- 3月10日 小林太郎×アカバナ『ESCAPE』リリース記念インストアイベント（タワーレコード名古屋パルコ店）
- 3月17日 小林太郎×アカバナ『ESCAPE』リリース記念インストアイベント（ヴィレッジヴァンガード下北沢店）
- 4月19日 小林太郎×Academic BANANA『ESCAPE』Release Party!!（渋谷TAKE OFF7）
- 5月3日 第34回吉祥寺音楽祭 吉音コンテストvol.17（吉祥寺シアター）グランプリ
- 5月6日 RINGOOO A GO-GO2019（渋谷HOME）
- 5月31日 吉音コンテストアフターライブ（Planet K）
- 6月7日 カツオコレクションvol.47（京橋Arc）
- 6月8日 DK Jam LIVE（Merry You）
- 6月13日 LIVEHOLIC 4th Anniversary series vol.5
- 6月15日 TAGO STUDIO TAKASAKI MUSIC FESTIVAL（高崎clubFLEEZ）
- 6月22日 【ROAD TO EX2019】First Stage（TSUTAYA O-nest）
- 6月26日 PlanetRoxjpn（下北沢THREE）
- 7月17日 リアフールコレクションジャパン in Tokyo 2019（渋谷ストリームホール）
- 7月26日 吉祥寺ふれあい夏祭り（吉祥寺ふれあい夏祭りイベントステージ ）
- 7月27日 Rgb presents「ジェラート工房 ポーラーベアNight」（広島セカンド・クラッチ）
- 8月25日 Academic BANANA One-Man Live 2019SS（渋谷LUSH）
- 9月8日 【ROAD TO EX2019】Second Stage（下北沢GARDEN）
- 9月22日 鰹祭（京橋Arc）
- 9月23日 ワンマンライブ合同アフターパーティー（浜松G-SIDE）
- 10月20日 音楽の森2019（おぐに森林公園）
- 11月5日 伝説の放浪カモメツアー2019（渋谷LUSH）
- 11月10日 むさしの青空市（むさしの市民公園）
- 11月10日 さいたま夢KANA音楽祭2019（さいたま市民会館おおみや）
- 12月21日 Academic BANANA One-Man Concert 2019AW（赤坂CRAWFISH）

2020年
- 1月14日 CHACCA CHALLENGE 最終審査会（渋谷WWW）
- 2月1日 STUDIO LIVE盤 CD“BANANA JAM”スタジオLIVE収録
- 2月4日 STEP and GO!（新宿MARZ）
- 3月15日 小林太郎ワンマンアフターパーティー（浜松シェベル）→中止
- 4月3日 STUDIO LIVE盤CD“BANANA JAM”RELEASE TOUR 2020 DAY.1…（京橋Arc）→中止
- 4月4日 STUDIO LIVE盤CD“BANANA JAM”RELEASE TOUR 2020 DAY.2…（浜松G-SIDE）→中止
- 4月25日-5月6日 第35回吉祥寺音楽祭（前年度グランプリとして出演）→中止
- 5月24日 STUDIO LIVE盤CD“BANANA JAM”RELEASE TOUR 2020 DAY.3…Final（渋谷LOFT HEVEN）→中止

2021年
- 9月27日 マザミFES（渋谷TAKE OFF7）→延期

2022年
- 4月28日 マザミFES Vol.1（渋谷TAKE OFF7）
- 5月4日 キチオン37 spring スーパーステージ2022 Day2 1st stage（吉祥寺駅北口広場 野外特設ステージ）
- 5月15日 臨時営業"出張版Academic Bar77" 1st Full Album「SEASON」発売記念超先行特典会（かふぇとばー　犬も歩けば…）
- 5月22日 1st Full Album 「SEASON」発売記念予約イベント（タワーレコード川崎店）
- 6月11日 臨時営業"出張版Academic Bar77" 1st Full Album「SEASON」発売記念先行特典会（SQUARE GARDEN）
- 6月24日 1st Album「SEASON」リリース記念イベント（タワーレコード名古屋近鉄パッセ店 屋上イベントスペース）
- 7月9日 1st Album「SEASON」発売記念イベント（タワーレコード立川立飛店　店内イベントスペース）
- 7月23日 1st Album「SEASON」発売記念イベント（タワーレコード錦糸町パルコ店）
- 8月6日 1st Album「SEASON」発売記念イベント（タワーレコード仙台パルコ店）
- 8月7日 1st Album「SEASON」発売記念イベント（タワーレコード郡山店）
- 8月14日 LIVE TOUR 2022 SUMMER（渋谷LOFT HEAVEN）
- 8月28日 「SEASON」発売記念インストアイベント（タワーレコード池袋店）
- 9月3日 LIVE TOUR 2022 SUMMER（浜松G-SIDE）
- 9月4日 「SEASON」発売記念インストアイベント（タワーレコード名古屋パルコ店）
- 9月10日 齋藤知輝(Academic BANANA)弾き語りワンマンライブ 2022夏 in 京都（京都 SOLE CAFE）
- 10月2日 雷祭（横浜MMブロンテ）
- 12月17日 ”出張版Academic Bar77”クリスマス&年末SP（live space ZIMAGINE）

2023年
- 4月29日 Academic BANANA 5th ANNIVERSARY "THIS IS THE LIVE"（広島Reed）
- 6月17日 Academic BANANA 5th ANNIVERSARY "THIS IS THE LIVE"（天王洲KIWA）
- 7月2日 THIS IS THE LIVE"AFTER THE GIGS"（名古屋CLOVER House）
- 7月15日 2nd Full Album「Love Letter」発売記念インストアイベント（タワーレコード新宿店）
- 7月29日 2nd Full Album「Love Letter」発売記念インストアイベント（Like an Edison大阪店）
- 8月5日 Academic BANANA「Love Letter」発売記念インストアイベント（HMV札幌ステラプレイス）
- 9月2日 Academic BANANA「Love Letter」発売記念インストアイベント（ららぽーと立川立飛店 ららぽーと立川立飛2Fイベント広場）
- 9月3日 Academic BANANA「Love Letter」発売記念インストアイベント（タワーレコード横浜ビブレ店　店内イベントスペース）
- 9月10日 Academic BANANA「Love Letter」発売記念インストアイベント（タワーレコード池袋店　店内イベントスペース）
- 9月17日 Academic BANANA「Love Letter」発売記念インストアイベント（フタバ図書TSUTAYA TERA広島府中店 イベントスペース）
- 10月8日 Academic BANANA「Love Letter」発売記念インストアイベント（Like an Edison大阪店　店内イベントスペース）
- 10月9日 Academic BANANA 2nd Full Album「Love Letter」発売記念イベント「青いラブレター」（京都SOLE CAFE）
- 10月14日 Satonone’23（広島県廿日市市吉和めがひらスキー場内）

## 出演
- 2018年8月2日・2019年1月17日・2023年3月15日  イブニングストリーム（FMちゅーピー）
- 2019年フジネットワーク『村上マヨネーズのツッコませて頂きます!』｢第1回ストリートミュージシャン恋歌グランプリ｣
  - 1月13日 関西テレビ放送、25日 テレビ静岡
  - 2月6日 フジテレビジョン、9日 山陰中央テレビジョン放送、13日 岩手めんこいテレビ、14日 テレビ新広島、17日 北海道文化放送
  - 4月2日 テレビ西日本
- 2019年5月6日 JCOM『デイリーニュース 武蔵野・三鷹』
- 2019年6月15日・7月20日・8月17日・9月22日 BS朝日「japanぐる～ヴ」
- 2019年7月7日-2020年6月28日 レギュラーラジオ番組"Academic BANANAのバナトーク!!"（FMむさしの）[11][12]

- 2022年8月24日・2023年2月22日 YouTube生配信番組『バラッチェ』
- 2022年10月12日YouTube生配信番組『TALKIN’NEO』
- 2022年11月6日
  - テッセイのそうじゃ総社!（FMくらしき）
  - It’s music time（FMくらしき）Academic BANANA特集
- 2023年3月17日 昼なんじゃけん!761（FMはつかいち）
- 2023年3月24日 劇団Tempaのゲキラジ!（FMはつかいち）
- 2023年3月25日 ザ★横山雄二ショー（RCCラジオ）
- 2023年4月18日 #PUSH（広島FM）
- 2023年5月30日 SHIBUYA VOICE（渋谷クロスFM）

## タイアップ
| 曲名                             | タイアップ                                                           |
| -------------------------------- | -------------------------------------------------------------------- |
| マーガレット（feat. Takuya IDE） | テレビ朝日系「musicる TV」2021年6月度エンディングテーマソング        |
| 残り香                           | テレビ朝日系「musicる TV」2022年9月度エンディングテーマソング        |
| Summer Tuner                     | テレビ朝日系「杉谷拳士が取材中」2023年10月度エンディングテーマソング |

## 配信
- YouTubeLive配信 Academic 874　不定期→隔週日曜日→月1回→不定期
  - 2019年4月1日 新元号ソング制作配信
  - 2020年4月4日 自宅スタジオライブ配信
  - 2020年5月24日 サイレントラブ ボーカル公開レコーディング配信
  - 2020年6月27日 1stEP「東京」リリース2周年記念スタジオライブ配信
  - 2020年9月27日 STUDIO LIVE配信 “BANANA JAM”vol.1
  - 2020年12月6日 STUDIO LIVE配信 “BANANA JAM”vol.2
  - 2021年1月31日 STUDIO LIVE配信 “BANANA JAM”vol.3
  - 2021年12月19日 STUDIO LIVE配信“BANANA SHAKE”vol.1
  - 2022年2月13日 STUDIO LIVE配信“BANANA SHAKE”vol.2
  - 2022年3月20日 STUDIO LIVE配信“BANANA SHAKE”vol.3
  - 2022年5月29日 STUDIO LIVE配信“BANANA SHAKE”vol.4
  - 2022年11月10日 Kioi Live #2
  - 2023年3月5日 STUDIO LIVE配信“BANANA JAM”Vol.4

- ツイキャス配信
  - 2021年10月9日 マザミFES Vol.0
  - 2021年10月10日 マザミFES Vol.0 アフタートーク
  - 2022年8月21日 Academic BANANA LIVE TOUR ゲネプロ
  - 2022年12月17日 ”出張版Academic Bar77”クリスマス&年末SP

- インスタライブ配信 Academic Bar77
  - 2021年4月-月1回（2021年10月-臨時休業中）

- Talkport
  - 2022年8月8日・11日　1st Album「SEASON」リリース記念オンラインイベント
  - 2022年8月24日　『バラッチェ』オンライン特典会
  - 2022年10月12日　『TALKIN’NEO』特典会
  - 2023年2月22日 　『バラッチェ』オンライントーク会
  - 2023年8月13日・23日　『Love Letter』リリース記念オンラインイベント